# Maurice Rogerol
 (juin 2012).
Si vous disposez d'ouvrages ou d'articles de référence ou si vous connaissez des sites web de qualité traitant du thème abordé ici, merci de compléter l'article en donnant les références utiles à sa vérifiabilité et en les liant à la section « Notes et références ».
Maurice Rogerol né à Douai (Nord) le 26 mars 1873 et mort à Taza (Maroc) le 5 mai 1946 est un peintre et sculpteur français.

## Biographie
Maurice Rogerol naît dans une famille d’artistes. Son arrière-grand-père était potier d'étain et avait un atelier situé rue Gambetta à Douai où il travaillait l'étain avec quatre ouvriers.
Frère du peintre, sculpteur et céramiste Henri-Émile Rogerol (1877-1947), il suit une formation artistique à l'école des beaux-arts de Douai.
Plusieurs de ses œuvres sont conservées dans les musées de Douai[Lesquels ?], comme le Portrait de Madame Simone Mouton au musée de la Chartreuse.

## Œuvres dans les collections publiques
- Cuincy : Monument aux morts.
- Douai :
  - cimetière : Pleureuse.
  - théâtre : plafond peint en 1922-1923[3].
  - musée de la Chartreuse : Portrait de Madame Simone Mouton, huile sur toile[2].
- Harnes : Monument aux morts.
- Lewarde : Monument aux morts.
- Wingles : Monument aux morts

Œuvres de Maurice Rogerol
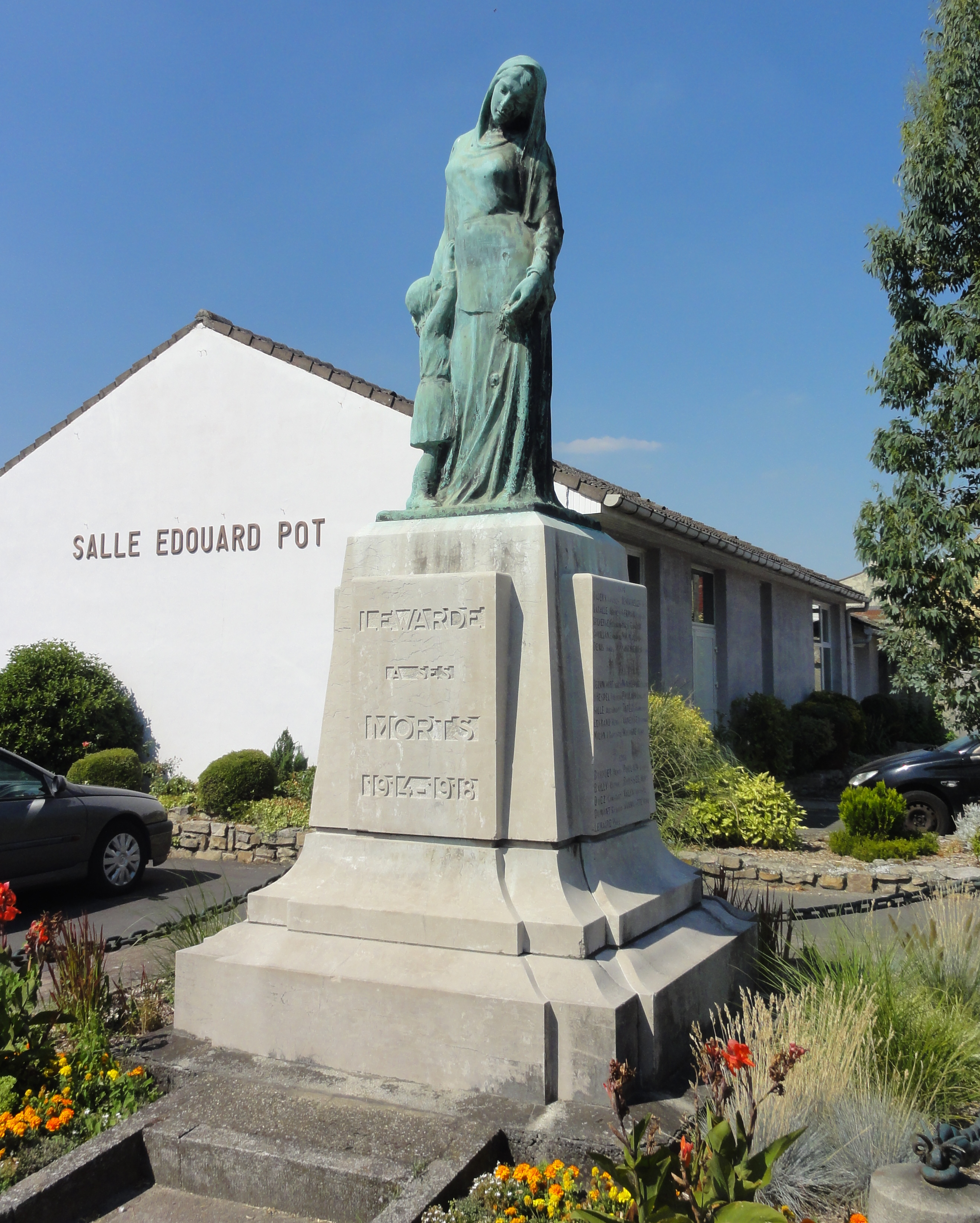
Monument aux morts, Lewarde.
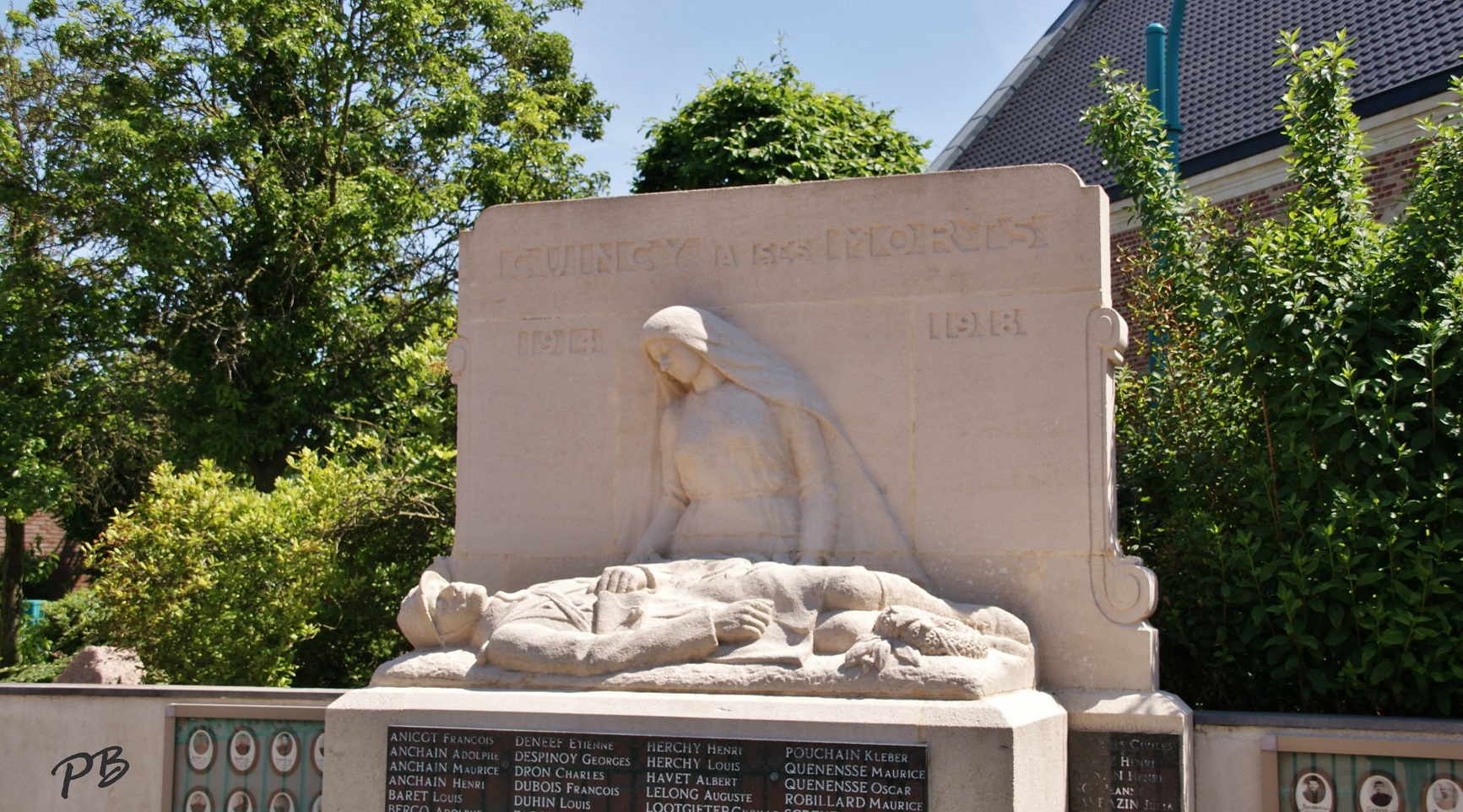
Monument aux morts, Cuincy.
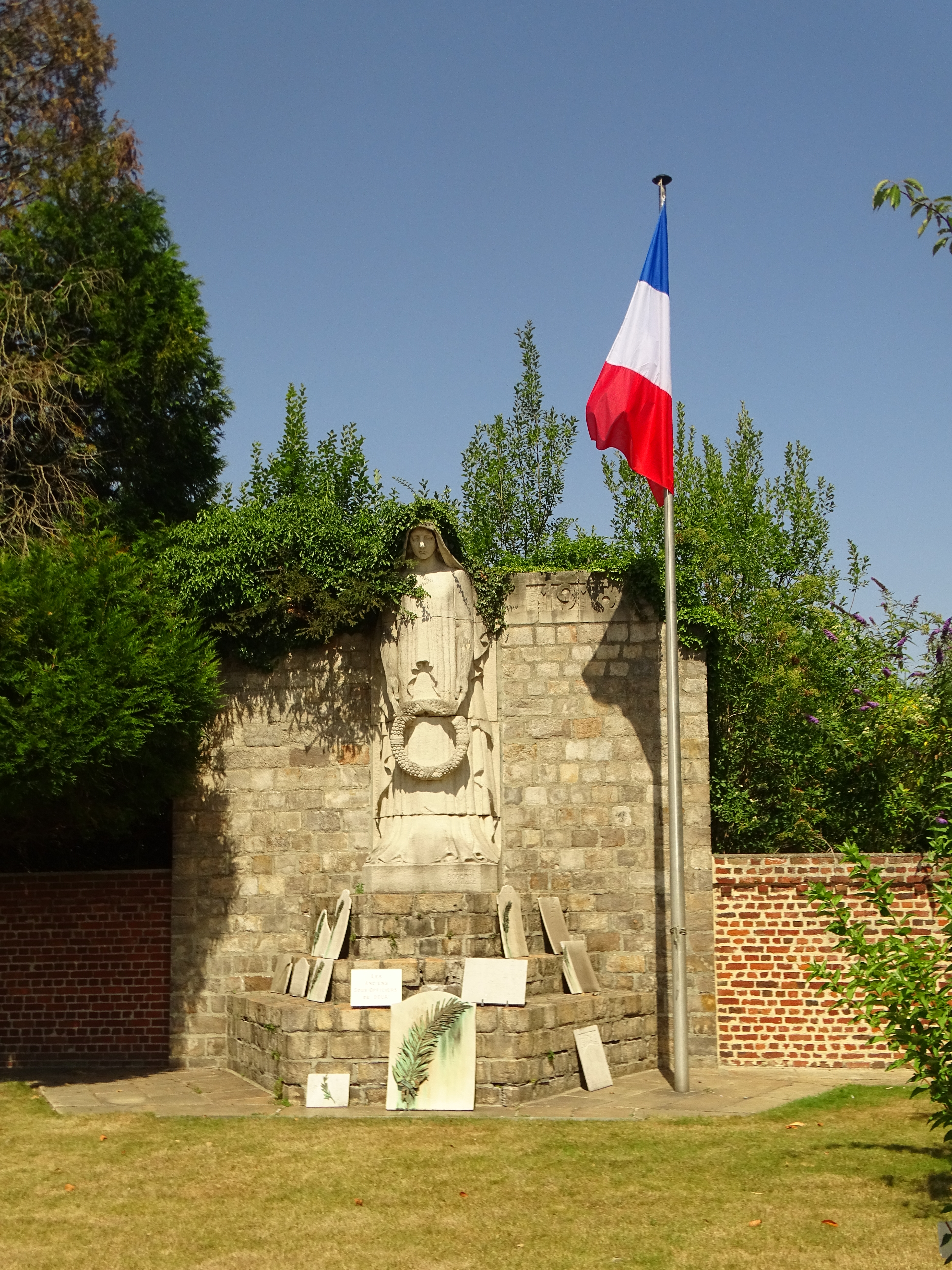
Pleureuse, cimetière de Douai.
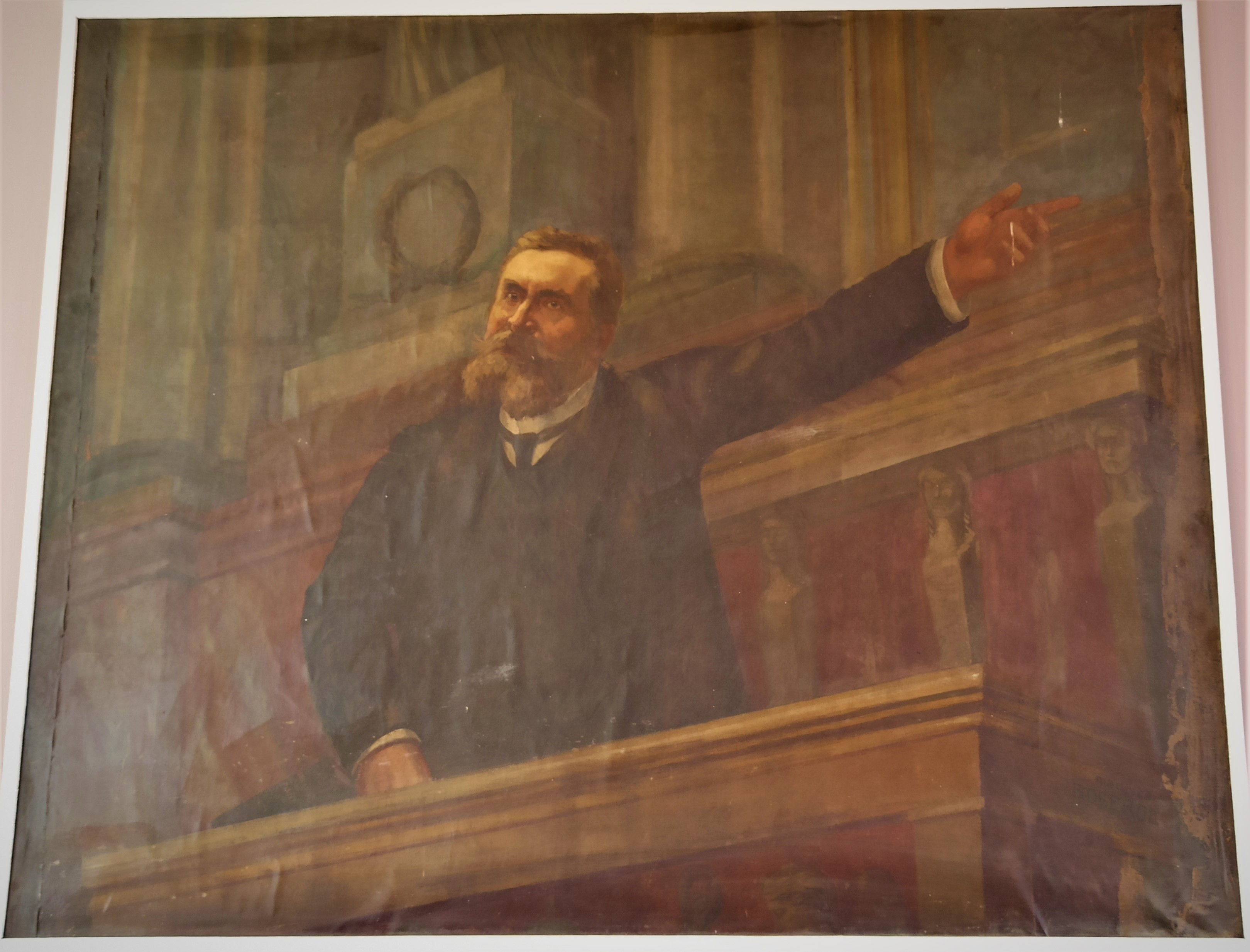
Jean Jaurès, détail, mairie d'Aniche.
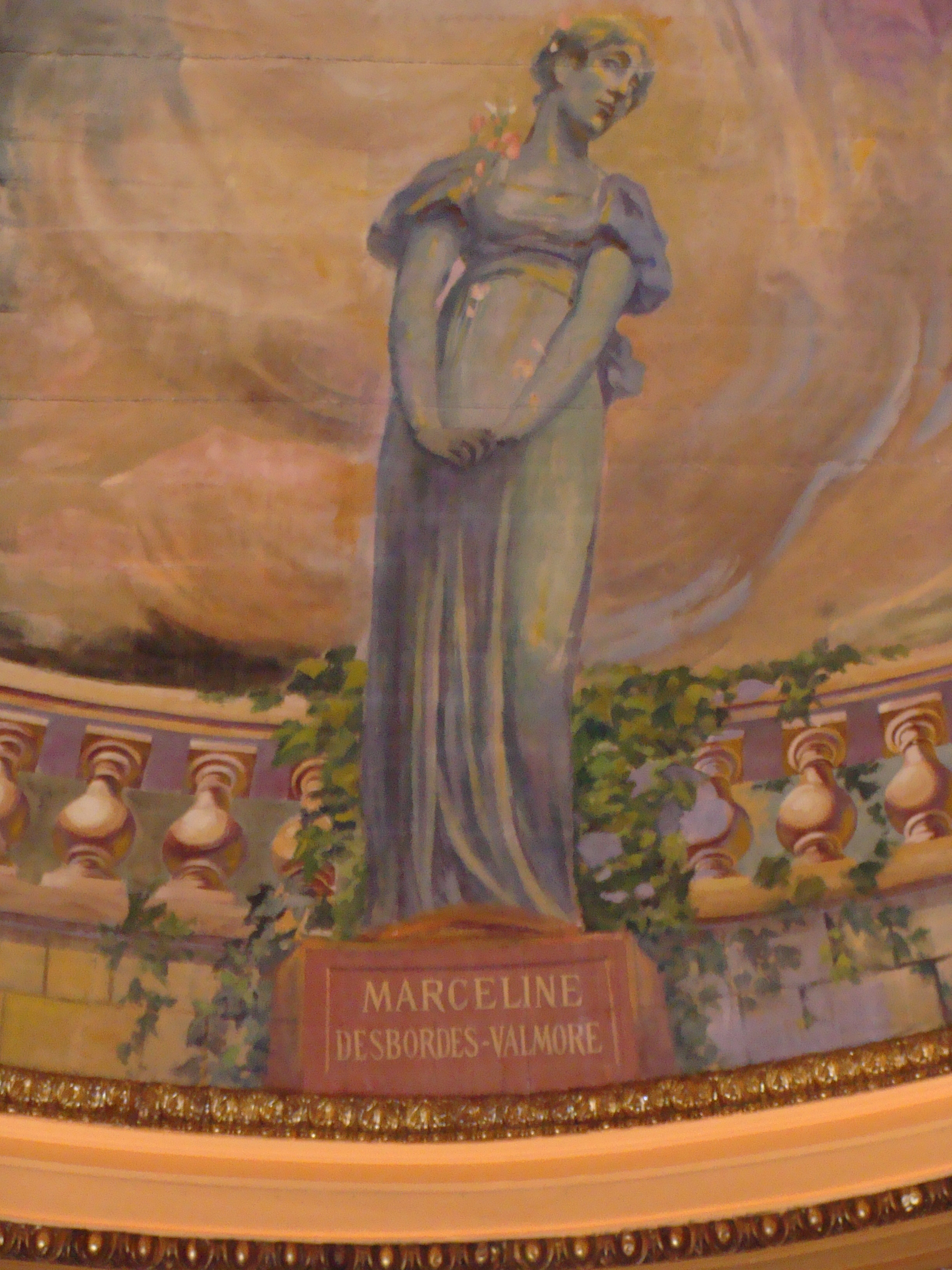
Détail du plafond du théâtre de Douai représentant Marceline Desbordes-Valmore.